# الحنب (ريمة)

تعديل مصدري - تعديل

قرية الحنب

هي إحدى قرى عزلة بكال الواقعة ضمن مديرية مزهر التابعة لمحافظة ريمة، بلغ تعداد سكانها (720) نسمة حسب تعداد اليمن لعام 2004.

## المحلات التابعة للقرية
- جبحه
- الرفد
- رحبوت
- الشرف
- مقطره
- الملطه
- جرونه
- الدنوب
- ضبره

## روابط خارجية
- الدليل الشامــل